# Șahtar, Nikopol
Șahtar (în ucraineană Шахтар) este un sat în comuna Pokrovske din raionul Nikopol, regiunea Dnipropetrovsk, Ucraina.

## Demografie
Componența lingvistică a localității Șahtar
     Ucraineană (85,71%)
     Rusă (14,29%)
Conform recensământului din 2001, majoritatea populației localității Șahtar era vorbitoare de ucraineană (85,71%), existând în minoritate și vorbitori de rusă (14,29%).